# Sopning
At soppe er at opholde eller bevæge sig på lavt vand oftest med bare tæer. Aktiviteten foregå ofte på strande eller på vandkanten ved en sø gerne i forbindelse med badning.